# Leoninische Mauer

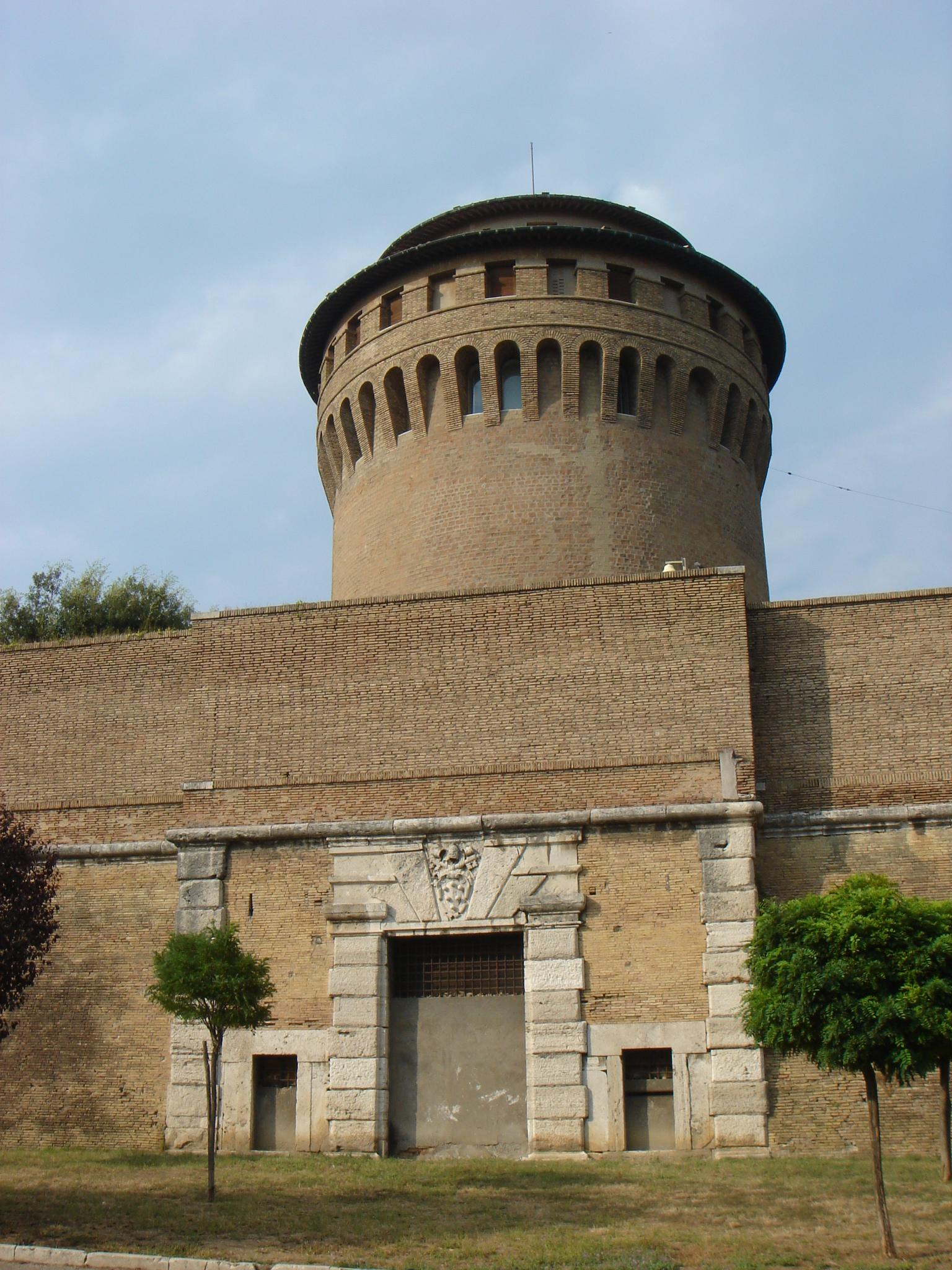
Die vatikanischen Mauern mit der Porta Pertosa sowie dem Johannesturm im Hintergrund, der ein Bestandteil der Leoninischen Mauer war.

Die Leoninische Mauer ist eine mittelalterliche Befestigungsanlage, die den römischen Stadtteil Borgo und einen Großteil der Vatikanstadt umfasste. Überreste der Mauer befinden sich im westlichen Teil des in Rom gelegenen Kleinstaates auf dem Vatikanischen Hügel innerhalb der Vatikanischen Gärten. Die Leoninische Mauer bildet heute nicht mehr die äußere Grenze der Vatikanstadt; sie liegt innerhalb der heutigen Stadtmauer.
Die Mauer wurde 847 bis 852, als der Vatikan noch ungeschützt vor der alten aurelianischen Stadtmauer Roms lag, unter der Herrschaft von Papst Leo IV. (790–855) errichtet. Sie sollte vor weiteren Angriffen durch die Sarazenen schützen, welche 846 die vor der Stadtmauer liegenden Kirchenschätze geplündert hatten. Eine karolingische Sondersteuer finanzierte in der Folge den Bau der neuen Stadtmauer.
Der Bereich innerhalb der Mauern wird als Leostadt bezeichnet.